# سمفونی سفید، شماره ۱: دختر سفید
سمفونی سفید، شماره ۱ (به انگلیسی: Symphony in White, No. 1: The White Girl) که با نام دختر سفید هم شناخته می‌شود، یک نقاشی رنگ روغن اثر جیمز مک‌نیل ویسلر است. این نقاشی زنی تمام قد را نشان می‌دهد که در مقابل پرده‌ای بژ روی قالیچه‌ای از پوست گرگ ایستاده و یک شاخۀ گل سوسن در دست دارد. تقریباً تمام این نقاشی با سفید رنگ‌بندی شده است. جوئنا هفرنن، معشوقه نقاش، مدل این اثر بود. با این که نقاشی در ابتدا دختر سفید عنوان داشت، ویسلر بعداً آن را سمفونی سفید، شمارهٔ ۱ نامگذاری کرد. انتخاب چنین عنوان انتزاعی نشان می‌دهد که ویسلر قصد داشته بر فلسفه‌اش یعنی «هنر از برای هنر» تأکید کند.
ویسلر این نقاشی را در زمستان ۶۲-۱۸۶۱ میلادی خلق کرد؛ اما بعداً دوباره به آن بازگشت و تغییراتی روی آن انجام داد. هم آکادمی سلطنتی هنر و هم سالن پاریس این نقاشی را رد کردند؛ ولی تالار ردشدگان آن را در سال ۱۸۶۳ پذیرفت. این نمایشگاه همچنین نقاشی مشهور ادوار مانه با نام ناهار در چمنزار را به نمایش گذاشت و این دو اثر در کنار هم توجه زیادی را به خود جلب کردند. دختر سفید به شکل بارزی نمایانگر تأثیر انجمن برادری پیشارافائلی است که ویسلر در همان زمان با اعضای آن در ارتباط بود. به تفسیر منتقدان هنری، این نقاشی هم تمثیلی از معصومیت و از دست دادن آن و هم تلمیحی مذهبی به مریم باکره است.

## نقاش و مدل

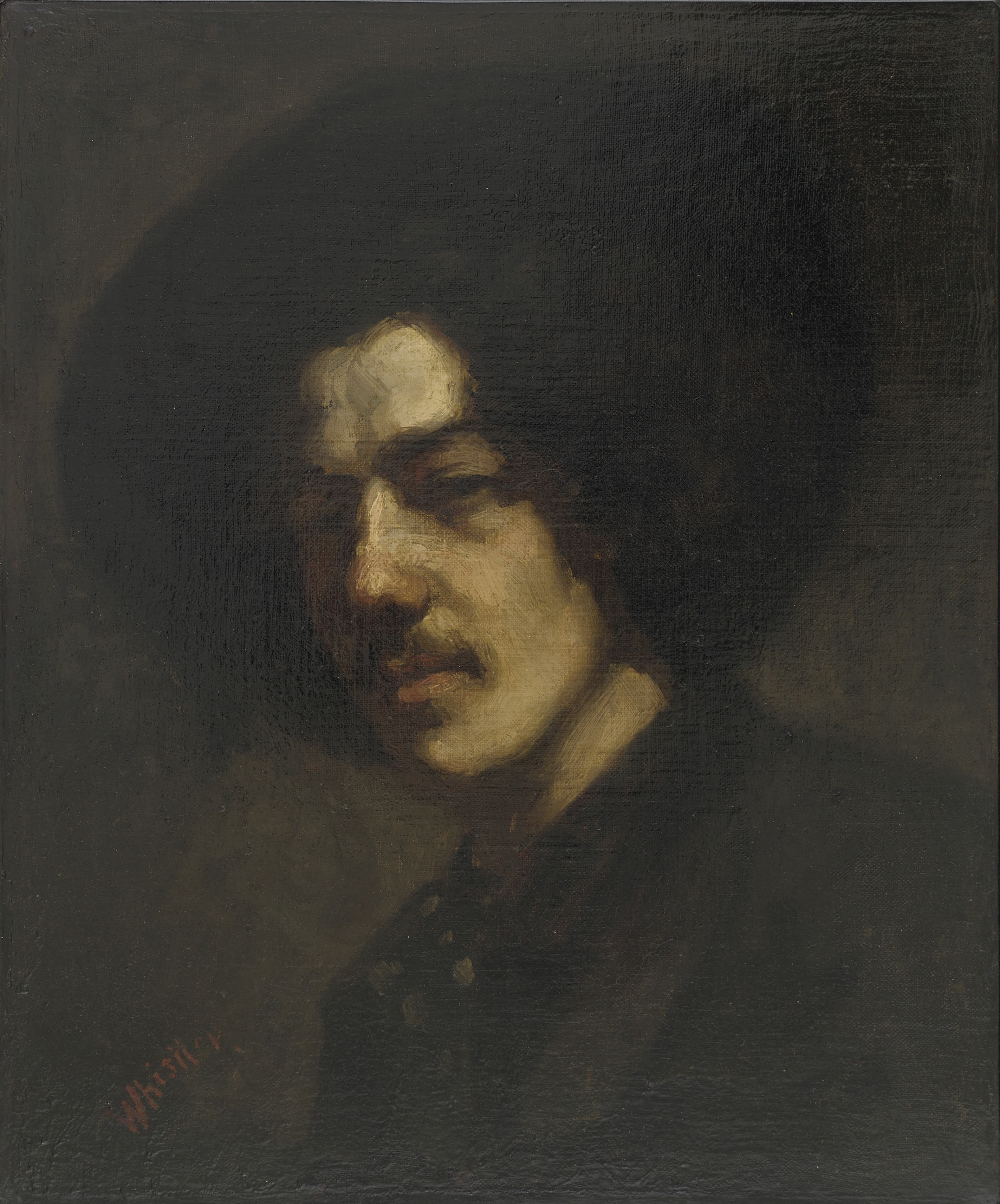
خودنگاره‌ای از جیمز مک‌نیل ویسلر در سال ۱۸۵۸ و در سن جوانی که نگاره دختر سفید را کشید.

جیمز مک‌نیل ویسلر در سال ۱۸۳۴ میلادی در ایالات متحده آمریکا متولد شد. پدرش جرج واشینگتن ویسلر مهندس راه‌آهن بود. خانوادۀ آنها در سال ۱۸۴۳ به سنت پترزبورگ روسیه نقل مکان کرد و جیمز در آنجا آموزش نقاشی دید. او پس از مدتی اقامت در انگلستان، در سال ۱۸۵۱ به آمریکا برگشت تا به آکادمی نظامی ایالات متحده در وست‌پوینت بپیوندد. ویسلر در سال ۱۸۵۵ به اروپا برگشت و مصمم بود تا خود را وقف نقاشی کند. او ابتدا در پاریس ساکن شد، اما در سال ۱۸۵۹ به لندن نقل مکان کرد و بیشتر باقی عمرش را همان جا گذراند. ویسلر در لندن با دانته گابریل روزتی و اعضای دیگر انجمن برادری پیشارافائلی آشنا شد و به شدت تحت تأثیر آنان قرار گرفت.
ویسلر در لندن با مدلی به نام جوئنا هفرنن آشنا شد و بعدها او را به عنوان معشوقه برگزید. رابطهٔ آنها «ازدواجی بدون مراسم مذهبی» توصیف شده است. ویسلر تا سال ۱۸۶۱ از او به عنوان مدل نقاشی‌هایش استفاده می‌کرد. نقاشی ووپینگ، بعد از آن که ووپینگ در سال ۱۸۶۰ در لندن، محل زندگی ویسلر، باز شد از آن جمله بود؛ هرچند نقاشی تا سال ۱۸۶۴ کامل نشد. این اثر یک زن و دو مرد را در بالکنی مشرف به رودخانه نشان می‌دهد. به نقل از خود ویسلر، زن حاضر در آن نقاشی یک فاحشه بود. به نظر می‌رسد هفرنن تأثیری عمیق بر ویسلر داشته؛ تا جایی که فرانسیس سیمور هادن، شوهر خواهر ویسلر، به خاطر حضور نافذ هفرنن در خانواده دعوت شام آنها در زمستان ۶۴-۱۸۶۳ را رد کرد.

## آفرینش و پذیرش

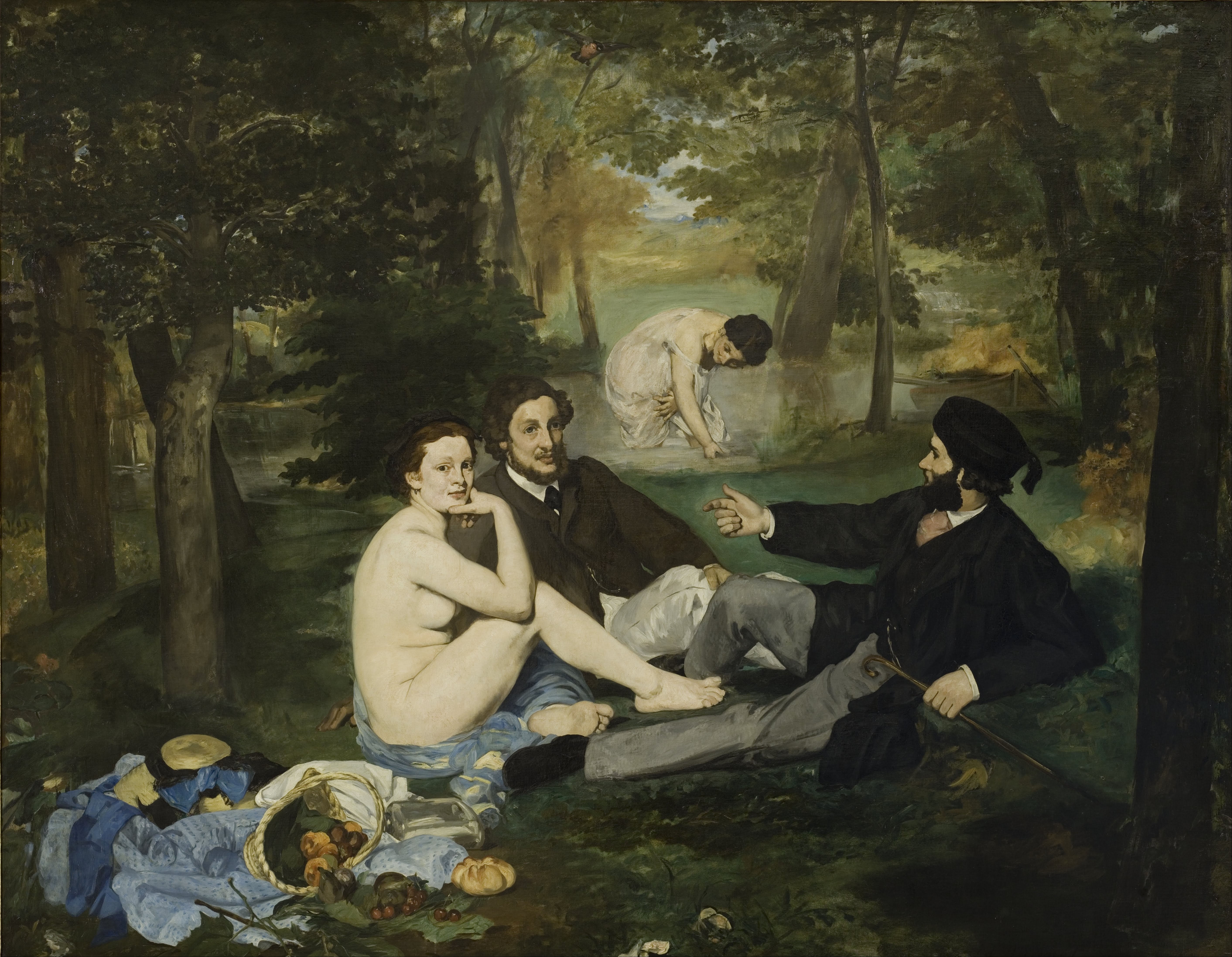
نقاشی ناهار در چمنزار اثر ادوار مانه در سال ۱۸۶۳ در تالار ردشدگان بلوایی به پا کرد؛ اما توجهات به نقاشی دختر سفیدپوشِ ویسلر حتی عظیم‌تر بود.

ویسلر کار روی دختر سفید را اندکی پس از ۳ دسامبر سال ۱۸۶۱ به قصد ارائه به نمایشگاه سالانهٔ آکادمی سلطنتی هنر آغاز کرد. با وجود دوره‌های بیماری، او نقاشی را در ماه آوریل به پایان رساند. وی در نامه‌ای به جورج دو موریه چنین می‌گوید:
«... زنی در لباس سفید با پارچهٔ ململ، روبه‌روی پنجره‌ای ایستاده که پردهٔ موصلی شفاف سفیدش، نور را حایل می‌شود؛ اما پیکر وی از راست نوری شدید می‌گیرد و بنابراین تصویر، سوای موهای قرمز زن، توده‌ای جذاب از سفید درخشان است.»
این تک‌چهره با وجود دید متفاوت دیگران، اتودی ساده در رنگ سفید بود. ژول آنتوان کاستاناری، منتقد هنری قرن نوزدهم اهل فرانسه، نقاشی دختر سفید را تمثیلی از معصومیتِ از دست رفتهٔ یک تازه‌عروس می‌پنداشت. عده‌ای دیگر این نقاشی را به رمان مشهور آن زمان، زن سفیدپوش اثر ویلکی کالینز یا دیگر منابع ادبی پیوند دادند. در این نقاشی، هفرنن گل سوسنی در دست چپ خود گرفته و روی قالیچه‌ای از پوست گرگ —که برخی آن نشانی از مردانگی و شهوت تفسیر می‌کنند— ایستاده است. سر گرگ به طرز تهدیدآمیزی به بیننده خیره شده است.
بنا به گفتهٔ هفرنن، ویسلر با این که می‌دانست نقاشی در آن هنگام رد می‌شود، آن را به آکادمی فرستاد. زیرا یک سال پیش در ۱۸۶۱، نقاشی مشابهی اندکی رسوایی به بار آورده بود. تابلوی زن سرکش رام شده اثر ادوین لندسر، اسبی را نشان می‌داد با زنی که کنارش استراحت می‌کرد. آن گیلبرت مدل آن نقاشی، سوارکار شناخته شدهٔ آن دوره بود. با این حال، به سرعت شایعه شد که مدل آن نقاشی در حقیقت روسپی درباری بدنام وقت لندن یعنی کاترین والترز بوده است. نقاشی ویسلر آنقدری یادآور نقاشی لندسلر بود که داوران نسبت به پذیرش آن احتیاط کنند. دختر سفید همراه با سه اچینگ به آکادمی فرستاده شد که آن سه تا پذیرفته شدند؛ اما خود نقاشی پذیرفته نشد.
ویسلر در عوض، نقاشی را در گالری کوچک خیابان برنرز در لندن به نمایش گذاشت. نقاشی در آن جا تحت عنوان «زن سفیدپوش» نماش داده شد که اشاره‌ای به رمان موفق و مشهور آن زمان اثر ویلکی کالینز بود. آن رمان حاوی داستانی عاشقانه، توطئه‌چینی و هویت دوگانه بود که در زمان انتشارش کمی شور و هیجان به پا کرد. ظاهراً دو موریه معتقد بود که نقاشی ویسلر اشاره‌ای به همین رمان است. منتقدی در مجله بریتانیایی آتنائوم اعتراض کرد که دختر سفیدپوش این نقاشی با شخصیتِ درون رمان مطابقت ندارد و همین موجب شد تا ویسلر نامه‌ای نوشته و اظهار کند که گالری این عنوان را بدون هماهنگی با او انتخاب کرده است. او افزود: «من اصلاً و ابداً قصدی برای تصویرگری رمان آقای ویلکی کالینز نداشته‌ام. نقاشی من صرفاً دختری است در لباس سفید که روبه‌روی پرده‌ای سفید ایستاده.»
ویسلر سال بعد کوشید نقاشی را در سالن پاریس، نمایشگاه هنری فرهنگستان هنرهای زیبای فرانسه، به نمایش بگذارد؛ اما نقاشی در آنجا هم رد شد. نقاشی ویسلر سرانجام در نمایشگاه جایگزین تالار ردشدگان پذیرفته شد. این نمایشگاه دو هفته پس از نمایشگاه اصلی سالن در ۱۵ مه گشایش یافت.
تالار ردشدگان همان نمایشگاهی بود که ناهار در چمنزار اثر ادوار مانه در آن رسوایی به بار آورد. توجه به دختر سفید اثر ویسلر حتی بیشتر هم بود. امیل زولا بحث و جدل پیرامون این نقاشی را در رمان شاهکار در سال ۱۸۸۶ شرح داده است. بازخوردها نسبت به نقاشی ویسلر عمدتاً رضایت‌بخش بود و به مقدار زیادی تجربهٔ رد شدنش هم در لندن و هم در پاریس را جبران می‌کرد. همکاران و دوستان ویسلر شامل مانه، گوستاو کوربه که او هم نقاش بود و شارل بودلر که شاعر بود، نقاشی او را بسیار تحسین کردند. تئوفیل تور بورگر، منتقد هنری، این نقاشی را در سنت فرانسیسکو گویا و دیه‌گو ولاسکس می‌دید. لیزا پیترز هم گفت که برخلاف نقد سنت‌گرایان، حامیان ویسلر اصرار داشتند که این نقاشی «تجسمی با محتوای روحانی» است و همچنین مظهر تئوری اوست که هنر باید اساساً دربارهٔ آرایش رنگ‌ها در هارمونی باشد نه این که به توصیف موبه‌موی جهان طبیعت بپردازد. گرچه برخی نظیر منتقدان فرانسوی کمتر موافق بودند و گرایش انگلیسی پیشارافائلی را قدری نامتعارف می‌دانستند.
نقاشی دختر سفید تا سال ۱۸۹۶ میلادی نزد خانوادهٔ ویسلر باقی ماند تا وقتی که برادرزادهٔ نقاش، آن را به هریس ویتمور که صاحب گالری هنری بود، فروخت. خانوادهٔ ویتمور هم این نقاشی را در سال ۱۹۴۳ به نگارخانه ملی هنر آمریکا واقع در واشینگتن دی.سی. هدیه دادند.

## ترکیب‌بندی و تفسیر
در ابتدا، ویسلر به‌طور کامل از واقع‌گرایی که نقاشی در فرم اصلی‌اش نشان می‌داد راضی نبود؛ این مسئله‌ای بود که او به گردن تأثیر کوربه بر خودش در آن زمان می‌انداخت. او بعداً در بین سال‌های ۱۸۶۷ و ۱۸۷۲ نقاشی را بازسازی کرد تا به آن بیان روحانی بیشتر ببخشد. به رغم این که کار روی این نقاشی پیش از نخستین ملاقات ویسلر و روزتی شروع شده بود، تأثیر پیشارافائلی بر روی آن کاملاً مشهود است. این نقاشی آزمایش اولیه‌ای بود در رنگ سفید بر روی رنگ سفید؛ زنی ایستاده با لباس سفید روبه‌روی پس زمینه‌ای سفید. این رنگ‌بندی موضوعی بود که ویسلر باز با دو نقاشی دیگر با عنوان‌های سمفونی سفید، شماره ۲: دختر سفید کوچولو در ۱۸۶۴ و سمفونی سفید، شماره ۳ در سال‌های ۱۸۶۵ تا ۱۸۶۷ به آن بازگشت. تخته‌نگاره دراز و باریک است و وضع بدن مدل و شکل لباسش بیشتر بر ماهیت عمودی نقاشی مؤکد است. نگاه مستقیم زن به بیننده، بی‌باک و تقریباً ستیزه‌جویانه است و ویژگی‌هایش بسیار فردی است. هیلتون کرامر منتقد هنری، در تک‌چهره‌های ویسلر جذبه و آمیزه‌ای از فن و مهارت‌های مشاهده‌ای متصور بود که تابلوهای منظرهٔ رادیکال او آن را کم داشت.
ویسلر به خصوص در اواخر دوران حرفه‌اش، از این فکر که نقاشی‌اش باید معنایی فراتر از آنچه روی بوم دیده می‌شود بنماید، بدش می‌آمد. او را از حامیان اصلی فلسفهٔ «هنر از برای هنر» می‌شناسند. نظر او دربارهٔ نقاشی دختر سفید و انکار ارتباط آن با رمان ویلکی کالینز به نام زن سفیدپوش یکی از نشانه‌های این موضوع است. از آنجا که منتقدان انگلیسی نقاشی را تصویرگری پنداشتند، به نسبت همکاران فرانسوی که نقاشی را یک خیال‌پردازی غیر واقعی و شاعرانه می‌دیدند، رضایت کمتری ابراز کردند. یک منتقد انگلیسی با ارجاع به رمان ویلکی کالینز، نقاشی دختر سفید را چنین خواند: «یکی از ناقص‌ترین نقاشی‌هایی که تا به حال دیده‌ایم.» چون گالری خیابان برنرز از نام «زن سفیدپوش» برای نقاشی استفاده کرده بود، منتقدان از کمبود شباهت نقاشی با قهرمان رمان ناامید شدند. ویسلر که خودش حتی رمان را هم نخوانده بود، از این مقایسه دلخور شد. حدود ده سال بعد، او این نقاشی را سمفونی سفید، شمارهٔ ۱ نامگذاری کرد؛ همان‌گونه که یکی از منتقدان فرانسوی در زمان نمایش نقاشی در پاریس، آن را سمفونی سفید (به فرانسوی: Symphonie du blanc) نامیده بود. او می‌خواست با این قیاس موسیقایی، بیشتر بر فلسفهٔ خود که «ترکیب‌بندی اصل کار است، نه موضوع.» تأکید کند. همچنین احتمال دارد که نام این نقاشی الهام گرفته از شعری از تئوفیل گوتیه شاعر فرانسوی در سال ۱۸۵۲ با نام سمفونی در ماژور سفید (به فرانسوی: Symphonie en Blanc Majeur) باشد.
انزجار خود ویسلر از تلاش برای تحلیل معنای آثارش، منتقدان نسل‌های بعد را از این کار منصرف نکرد. کاستاناری در این نقاشی نمادهایی از معصومیت از دست رفته دید. این درون‌مایه را منتقدان جدیدتر گرفته‌اند. تاریخ‌نگار هنر ارنست وین کراون نیز اثر را فراتر از مشق فرمالیستی می‌پندارد و در نقاشی «گرایشی معمایی، گویا و حتی اروتیک» می‌یابد. او به تباین حاضر در تصویرپردازی اشاره می‌کند. گل سوسن سفید بیانگر معصومیت و باکرگی و سر گرگ وحشی بر قالیچه، نماد از دست دادن معصومیت است. بریل شلوسمن، از دیدگاه نقد ادبی گریزهایی به مدونای هنر مذهبی در اثر می‌بیند. از نظر شلوسمن قالیچهٔ زیر پای زن ابری است که مریم مقدس معمولاً در حالت ایستاده بر آن دیده می‌شود و گرگ نیز شیطان است که زیر پاشنهٔ او له شده.

## واژه‌نامه
1. ↑  George Washington Whistler
2. ↑  Francis Seymour Haden
3. ↑  George du Maurier
4. ↑  Jules-Antoine Castagnary
5. ↑  The Shrew Tamed
6. ↑  Ann Gilbert
7. ↑  Catherine Walters
8. ↑  Berners Street
9. ↑  The Woman in White
10. ↑  Lisa Peters
11. ↑  Harris Whittemore
12. ↑  Ernest Wayne Craven
13. ↑  Beryl Schlossman